# Naturforschende Gesellschaft zu Jena
Die Naturforschende Gesellschaft zu Jena (NFG) war ein naturwissenschaftlicher Verein, der im ausgehenden 18. Jahrhundert gegründet wurde und dem bereits Mitte des 19. Jahrhunderts keinerlei Fortführung beschieden war.

## Funktion
Außeruniversitäre Einrichtungen, wie die Naturforschende Gesellschaft zu Jena, hatten eine bedeutende Funktion bei dem Versuch des Hofes des Großherzogtums Sachsen-Weimar-Eisenach, die Naturwissenschaften in der Philosophischen Fakultät der Universität Jena zusammenzubringen. 
Solche Gesellschaften konnten Forschungsmittel (Sammlungen, Laboratorien, Buchbestände) gründen und somit mehr Personen, auch Studenten, zur Verfügung stellen, was der Universität nur in beschränktem Maße möglich war. Damit konnte den Forschenden mehr Forschungsmöglichkeiten zugänglich gemacht werden, da sie nicht mehr auf den persönlichen Besitz eines Professors angewiesen waren.

## Geschichte
Die NFG zu Jena wurde 1793 von August Georg Karl Batsch gegründet. Von den Forschungsmitteln gewann vor allem die Bibliothek der Gesellschaft an Bedeutung.
Bis 1850 kam die Gesellschaft trotz mehrerer „Wiederbelebungsversuche“ zum Erliegen.

## Bibliothek
Nachdem die NFG zum Erliegen gekommen war, wurde der Bibliotheksbestand der NFG 1850 in den Bestand der Universitätsbibliothek Jena übernommen. Das hatte zuvor 1832 auch schon der Bibliotheksdirektor Karl Wilhelm Göttling versucht; er hatte damit allerdings keinen Erfolg. 

## Belege
1. ↑  „Intelligenzblatt“, zugehörig zu: „Jenaische allgemeine Literatur-Zeitung“, Zweyter Jahrgang, Jena 1805, Sp. 324, Digitalisat